# Franz Wilhelm von Gottberg

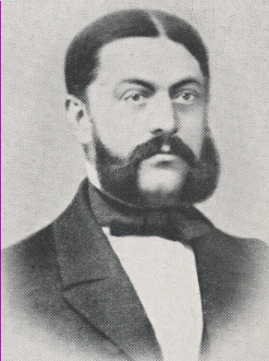
Franz Wilhelm von Gottberg

Franz Wilhelm von Gottberg (* 28. November 1824 in Starnitz, Landkreis Stolp; † 21. September 1869 in Misdroy) war ein deutscher Beamter. Er war Deichhauptmann des Oderbruchs.

## Leben
Gottberg entstammte dem pommerschen Adelsgeschlecht von Gottberg. Während seines Studiums in Königsberg, Heidelberg und Greifswald wurde er Mitglied der Corpslandsmannschaft Normannia (1845) und der Corps Saxo-Borussia (1846), Helvetia Heidelberg (1847) und Pomerania (1849). Pomerania wählte ihn zum Ehrenmitglied. Er war Regierungsrat und Kommissar für die Einführung eines gemeinschaftlichen Deichstatuts und neuer Deichrollen im Oderbruch. Durch Königliche Order vom 1. Mai 1863 wurde er zum 1. Juli d. J. zum interimistischen Deichhauptmann ernannt. Im Oktober 1863 bestellte die Regierung in Frankfurt Gottberg zum Staatskommissar für die Zehdener Entwässerungskorporation.